# 팟 파이

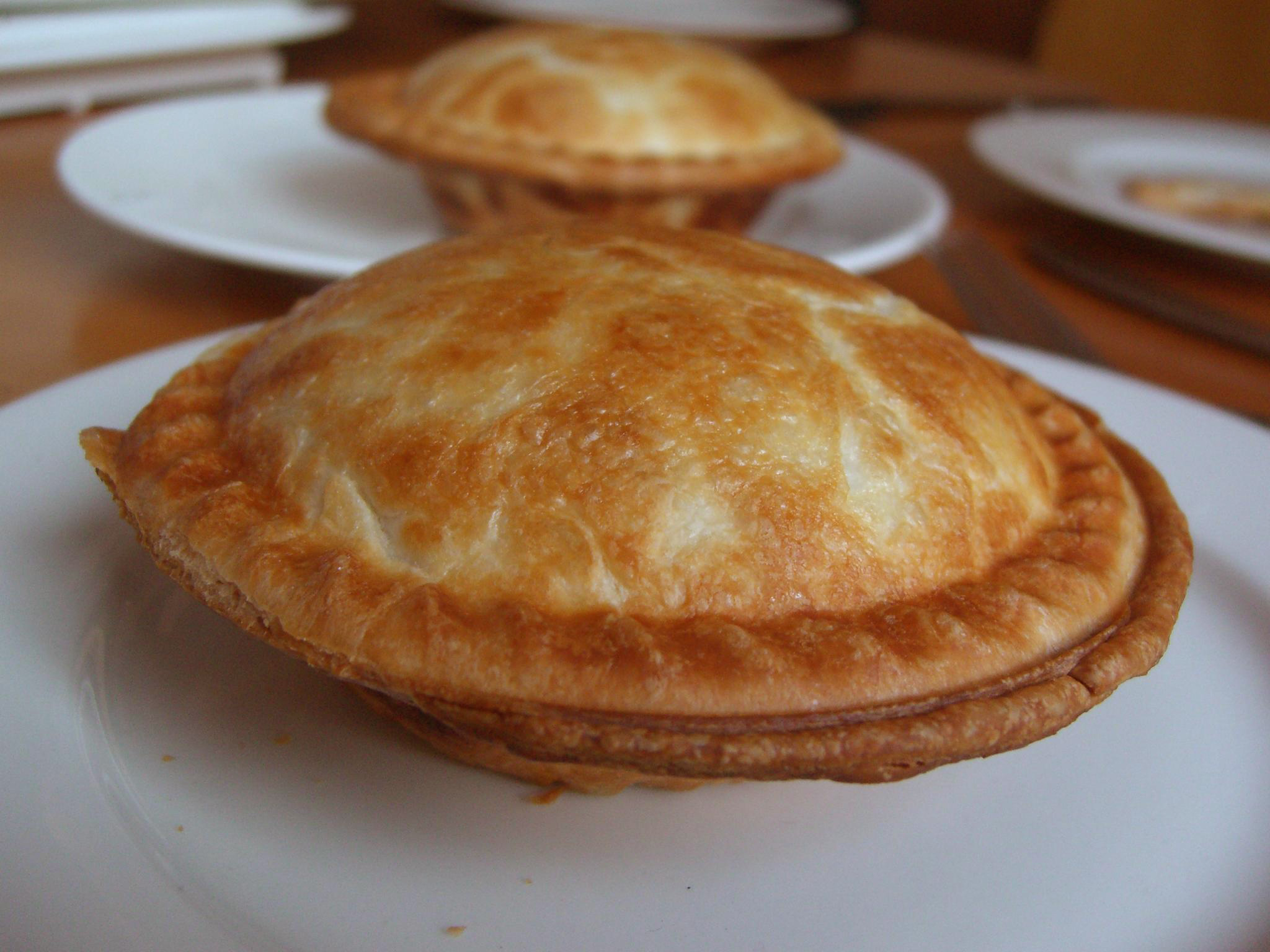

팟 파이(Pot pie)는 미국과 캐나다 방언에서 벗겨지기 쉬운 페이스트리로 구성되어 대륙 전체에서 일반적으로 사용되는 상단 파이 크러스트가 있는 일종의 고기 파이이다. 팟 파이는 가금류, 쇠고기, 해산물 또는 식물성 고기 대체 충전재를 포함한 다양한 충전재로 만들 수 있으며 빵 껍질의 종류도 다를 수 있다. 두 국가(미국과 캐나다)에는 다양한 버전이 존재하며 준비 및 재료 측면에서 크게 다를 수 있으며 치킨 팟 파이가 가장 인기 있는 요리이다.

## 같이 보기
- 미국 요리
- 고기 파이
- 파이